# لهفة الخاطر (مسلسل)
لهفة الخاطر , هو مسلسل مثلت فيها هيا عبد السلام دور فتاة معاقة بسبب حادث جعلها يتيمة بعد وفاة والدها ووالدتها وإخوانها في هذا الحادث وقعت في الحب من شخص متزوج وهو مدربها على البيانووهو الطبيب المعالج لها وهومتزوج من بنت خالها .
قام بدور جد هيا عبد السلام في هذا المسلسل الفنان القدير إبراهيم الصلال، بينما قامت الفنانة هبة الدوري بدور زوجة مدرب هيا عبد السلام.